# Wassil Ibn Ata
 (février 2011).
Wassil Ibn Ata (واصل إبن عطاء) est un théologien musulman considéré comme le fondateur de l'école mutazilite.  

## Origine et formation
Wassil est né vers 700 ap. J.-C. près de Médine. Il y est initié à la pensée mu'tazilite par Abdallah ibn Muhammad ibn al-Hanafiya (en), petit-fils de l'imam Ali ibn Abi Talib. C'est à Basra (actuel Irak) que Wassil se fait véritablement un nom.
À Basra, Wassil exerce le métier de vendeur de draps, peu prestigieux à l'époque. Malgré cela, il semble avoir joui d'une certaine aisance financière, comme en témoigne sa capacité à financer l'envoi de missionnaires dans diverses régions du monde musulman. Marchand épanoui, Wassil fait partie de la bourgeoisie basrienne.
Il devient disciple d'Hassan al-Basrî (642-728), figure importante du sunnisme, précurseur du soufisme et défenseur du libre arbitre. Hassan étant un tabi'i (disciple d'un compagnon direct du Prophète), Wassil devient ainsi un disciple d'un tabi'i.

## Début du mu'tazilisme
L’anecdote qui aurait servi de point de départ au mouvement mu’tazilite est une construction des adversaires de Wassil afin de le discréditer vis-à-vis de Hassan Al-Basri et de ses disciples. Wassil n’a quitté le cercle d’Hassan qu’à la mort de celui-ci. C’est alors que Wassil se retrouva à la tête de son propre mouvement, le mu’tazilisme. Toutefois cette dénomination semble déjà connue et intégrée à la société de l’époque. Apparemment, elle désignait les musulmans qui, lors de la Première fitna (scission) entre les musulmans, refusèrent de prendre parti pour un camp plus que pour un autre, car pour eux, un musulman ne pouvait pas faire couler le sang d’un autre musulman.
C’est à ce groupe de neutralistes que seront identifiés Wassil et ses disciples. On ne sait pas vraiment comment cela s’est produit. Mais le fait est que cette identification est pertinente, l’apport spécifique de Wassil porte sur l’aspect théologique et plus tard philosophique qui en découlera. 
Le mu’tazilisme des origines n'est connu que pour des raisons politiques, à savoir, neutralité vis-à-vis des différents groupes musulmans, aucun n’ayant la primauté du savoir ou du crédit sur les autres. 
Mais depuis Wassil, cette neutralité politique prend une tournure un peu plus théologique. Il est celui qui par ses qualités propres, va permettre au mu'tazilisme d'accéder à une certaine notoriété. Il contribue aussi à donner au kalam (théologie spéculative) ses premières lettres de noblesse. Créant ainsi une voie permettant d'allier la logique et la philosophie aux questionnements théologiques.
Il a eu pour disciple Zayd Ben Ali, fondateur de l'une des écoles du chi'isme. Le mutazilisme sera détrôné, dans l'islam sunnite, par l'ash'arisme ; mais il survit dans le chi'isme, qui en intègre plusieurs aspects.

## Le chef du mouvement
Dialecticien hors pair, Wassil est aussi un orateur apprécié. Victime d’un défaut de langage qui l’empêche de différencier les diverses prononciations de la lettre « r » de la langue arabe, il écrit des discours entiers en évitant d’y introduire cette lettre. Ce qui lui confère une certaine prestance et un savoir-faire salué par les philologues. La place qu’il occupe désormais comme orateur et chef de mouvement, fait qu’il sera choisi par la population de Basra pour faire partie d’une délégation envoyée parlementer avec le gouverneur de la ville Abdallah Ibn Umar Ibn Abdelaziz.
Le mu’tazilisme prend de l’ampleur, et Wassil envoie des missionnaires (du’at) dans tout le monde musulman : Kufâ, la péninsule arabe, le Khorasan, l’Arménie, le Pendjab et le Maghreb. Il a entre 48 et cinquante ans lorsqu’il meurt à Basra, un an avant la révolution abbasside, probablement de la peste qui sévissait dans la ville. Quelques décennies plus tard, les Abbassides donneront trois califes mu’tazilites à l’islam.